# André Gorz
André Gorz (Vienna, 9 febbraio 1923 – Vosnon, 22 settembre 2007) è stato un filosofo e giornalista francese, fondatore dell'ecologia politica; è co-fondatore, insieme a  Jean Daniel, del settimanale Le nouvel observateur, oggi noto come l'Obs.

## Biografia
Nato a Vienna il 9 febbraio 1923 come Gerhart Hirsch, André Gorz è figlio di un industriale ebreo (Robert Hirsch) e di una impiegata cattolica (Maria Starka).
Se i suoi genitori non esprimono un gran sentimento nazionale o religioso, Gorz è allevato in un contesto antisemita che induce il padre a cambiare il cognome (che lo fa diventare Gerhart Horst) nel 1930 e poi a farsi battezzare nel cattolicesimo.
Nel 1939 sua madre lo invia in una scuola privata della Svizzera tedesca per evitargli il reclutamento nell'esercito tedesco. Nel 1945, esce dall'École d'ingénieurs dell'Università di Losanna con il diploma in ingegneria chimica. Partecipa, in questo periodo, agli incontri della società studentesca «Belles-Lettres». Dimostra un grande interesse per la fenomenologia di Husserl e per l'opera di Sartre. Il suo incontro con Sartre, l'anno successivo, segna la sua formazione intellettuale. Debutta nel mondo del lavoro come traduttore di due romanzi americani per conto di un editore elvetico, e pubblica i suoi primi articoli su un settimanale di sinistra della Svizzera romanda. Nel giugno 1949 trasloca a Parigi, dove lavora dapprima alla segreteria internazionale del Movimento dei Cittadini del mondo, poi come segretario privato di un militare all'ambasciata d'India. Il suo ingresso a Paris-Presse segna il debutto nel giornalismo. Assume lo pseudonimo di Michel Bosquet e qui conosce un cronista, Jean-Jacques Servan-Schreiber il quale, nel 1955, lo assume come giornalista economico per la testata L'Express.
Parallelamente, frequenta il gruppo dei sartriani e coniuga il suo esistenzialismo con il marxismo umanista (del giovane Marx) che lo porta ad assegnare un ruolo centrale alle questioni dell'alienazione e della liberazione, il tutto nel quadro di una riflessione il cui filo conduttore è l'attaccamento all'esperienza esistenziale e all'analisi dei sistemi sociali dal punto di vista del vissuto individuale. Tali riferimenti alla fenomenologia e all'esistenzialismo marxista costituiscono i fondamenti filosofici dei suoi primi libri firmati André Gorz: Le Traître (Le Seuil, 1958), La Morale de l'histoire (Le Seuil, 1959) e i Fondements pour une morale (Galilée, 1977). Nel primo volume, che ha dell'autobiografico, dell'auto-analitico e del saggio filosofico politico, egli esprime la teorizzazione delle condizioni della possibilità di una auto-produzione dell'individuo. Col secondo volume delinea una teoria dell'alienazione individuale e sociale e abbozza una critica della filosofia della storia marxista. Il terzo saggio, pubblicato a più di vent'anni dalla sua stesura, è un'applicazione della filosofia esistenzialista di Sartre al progetto di reintegrazione dell'uomo nel marxismo a partire dalla coscienza individuale.
Al centro della sua riflessione si impone dunque la questione dell'autonomia individuale. Ne deriva una concezione profondamente emancipatrice del movimento sociale, in cui la nozione di sviluppo dell'autonomia individuale è percepita come condizione necessaria della trasformazione sociale. Questa idea, che liberazione individuale e collettiva si condizionano a vicenda, Gorz la condivide con Herbert Marcuse, amico personale e esponente della Scuola di Francoforte, le cui diverse generazioni di pensatori (Max Horkheimer, Theodor W. Adorno, Jürgen Habermas, Oskar Negt) costituiscono l'altro grande riferimento (critico) del suo pensiero. Segnato dal progetto di superare l'economicismo dell'analisi marxistica tradizionale della società, egli critica la sottomissione della società agli imperativi della ragione economica. Lo [strutturalismo, per il suo postulato (la centralità della struttura) e per la sua negazione del soggetto e della soggettività, è fatto oggetto di violente critiche.
Il suo posizionamento ora anti-istituzionale, ora anti-strutturalista e anti-autoritario, si ritrova nei suoi articoli della rivista Les Temps Modernes a partire dal suo ingresso nel comitato di direzione alla fine del 1960.
Nella rivista egli ha acquisito un tale ascendente intellettuale che ha presto oltrepassato le proprie competenze economiche, per assicurarsi la direzione politica. Si fa allora portavoce della sinistra del movimento operaio italiano che incarnano il dirigente sindacalista Sergio Garavini, il comunista e sindacalista Bruno Trentin o i socialisti del PSIUP Vittorio Foa e Lelio Basso. Imponendosi in Francia come «il capofila intellettuale della tendenza 'italiana' della nuova sinistra», esercita una certa influenza sui militanti dell'UNEF e della CFDT, in particolare Jean Auger, Michel Rolant e Fredo Krumnow. Con Stratégie ouvrière et néocapitalisme (Le Seuil, 1964), non tradotto in italiano, egli si rivolge d'altra parte in modo specifico ai sindacati, in un'esposizione delle diverse strategie che sono possibili per loro e di una critica severa del modello di crescita capitalistico. In quello stesso anno, abandonna L'Express con Serge Lafaurie, Jacques-Laurent Bost, K.S. Karol e Jean Daniel per fondare Le Nouvel Observateur.
Mentre persegue la sua elaborazione di una teoria delle riforme rivoluzionarie in Le Socialisme difficile (Le Seuil, 1967) e Réforme et révolution (Le Seuil, 1969), l'onda della contestazione sessantottina lo segna profondamente. La sua visione esistenzialista del socialismo entra in contatto con questo spontaneismo di sinistra, che denuncia come le diverse forme di istituzione (Stato, Scuola, Famiglia, Impresa, ecc.) limitino la libertà umana. Le tesi di Ivan Illich sull'educazione, la medicina o l'abolizione del lavoro salariato si impongono allora al centro della sua riflessione. Pubblica così nel 1969 uno dei suoi discorsi su Les Temps Modernes e, nel 1971, lo incontra al Nouvel Observateur in occasione della pubblicazione del suo libro Une société sans école. Più tardi, pubblica sul periodico una versione compendiata di Convialité (1973) col titolo Libérer l'avenir. I suoi legami con l'ex-sacerdote si rinforzano nel 1974 grazie a un soggiorno a Cuernavaca (Messico).
Ma la sua evoluzione ha delle ripercussioni sulle sue collaborazioni. Ai Temps modernes, di cui assume di fatto la direzione editoriale a partire dal 1969, i suoi rapporti si deteriorano con taluni redattori al punto che, nell'aprile 1970, il suo articolo Détruire l'Université (Distruggere l'Università) provoca la fuoriuscita di Pontalis e di Pingaud. Egli si discosta dalla tendenza maoista entro la quale si inserisce la rivista dal 1971. E, nel 1974, un disaccordo sulla questione di un numero dedicato al movimento italiano Lotta Continua provoca il suo ritiro informale dal comitato di direzione. Rimasto «a lungo senza effetti», questo ritiro segna il declino definitivo della sua influenza nella rivista, ma senza significare une rottura nei confronti di Sartre. Allo stesso modo, al Nouvel Observateur, egli è allontanato dalla redazione economica a vantaggio di economisti più tradizionali, dal momento che monta una campagna contro l'industria nucleare che infastidisce l'ente pubblico Électricité de France da cui il giornale trae dei proventi pubblicitari. Il rifiuto del rotocalco di concedergli un numero speciale su questo argomento lo conduce a pubblicare egualmente il proprio dossier sulla rivista di consumatori Que Choisir ? in un numero di particolare successo.
Le sue evoluzioni vanno di pari passo con il proprio investimento di energie in una corrente dell'ecologia radicale, dove si afferma come figura eminente alla luce dei propri scritti.
ll mensile ecologista Le Sauvage, fondato da Alain Hervé che fu anche il fondatore della sezione francese degli Amici della Terra (1971), rappresenta, dal 1973, un supporto di diffusione delle sue idee ecologiste. Pilastro d'un giornale che egli spinge verso una maggiore politicizzazione, egli vi pubblica solo occasionalmente degli articoli. Gioca un ruolo soprattutto con la sua raccolta di articoli Écologie et politique (Galilée, 1975) e con il saggio Écologie et liberté (1977) che costituisce di per se stesso «uno dei testi fondatori della problematica ecologista». In un progetto di matrimonio tra marxismo ed ecologia, Gorz tenta di apportare una risposta ecologista ai problemi del sistema, denunciando le implicazioni distruttive della logica produttivista in materia di equilibri ecologici e sociali.
Attraverso un pensiero fondamentalmente anti-economista, anti-utilitarista e anti-produttivista, egli combina questo rifiuto della logica capitalista d'accumulo di materie prime, di energie e di lavoro a una critica del consumismo, amplificata dalla lettura del rapporto del Club di Roma sui limiti dell'espansione economica. La sua opposizione all'individualismo edonista e utilitarista, come al collettivismo materialista e produttivista, riflette l'importanza, nel suo pensiero, della rivendicazione del valore sociale della persona. La sua difesa dell'autonomia dell'individuo è consustanziale alla sua riflessione ecologica; si dedica, con Illich e contro le tendenze ambientaliste sistemiche o ecocentriste, a difendere una corrente umanista per la quale l'ambiente si concepisce in senso largo come un ambiente umano.
Dopo Écologie et liberté, la sua presentazione dell'ecologia come mezzo di trasformazione sociale radicale e frontale del capitalismo riflette una concezione nettamente più anticapitalista. Mettendo l'accento sulla relazione intrinseca tra produttivismo, totalitarismo e logica del profitto, egli afferma un legame strutturale tra crisi ecologica e crisi capitalistica da sovraccumulo. Egli chiama dunque a una «rivoluzione ecologica, sociale e culturale che abolisca le costrizioni del capitalismo». Ma egli aspira anche a riconciliare questo progetto ecologista con l'utopia socialista dell'abolizione del lavoro salariato. Questo tema è presente in Adieux au prolétariat (1980), contestazione virulenta del marxismo e del culto del proletariato, che urta i circoli della sinistra tradizionale ma raccoglie buon successo (20 000 copie vendute) presso una generazione per la quale il tema sono le istituzioni che non rispondono più ai bisogni di maggiore autonomia individuale.
Il principio degli Anni 1980 segna la sua rottura con diverse correnti alle quali era stato legato. In primo luogo, con i sindacalisti della CFDT di cui era stato ispiratore. Poi, con le diverse sensibilità marxiste dell'estrema sinistra. Infine, coi movimenti pacifisti quando, nel 1983, rifiuta di opporsi alle installazioni missilistiche americane in Germania Ovest, argomentando che essi avevano "messo la vita al di sopra della libertà". In quello stesso anno, si ritira dal Nouvel Observateur.
Negli Anni 1990 e oltre, egli ha effettuato una fine analisi del capitalismo, in particolare dei suoi aspetti più moderni, spiegando come esso sfrutti le capacità dei lavoratori, che essi non possono sviluppare se non in un sistema di formazione
, e di investimenti personali che non sono remunerati. Gorz diventa favorevole all'idea di un reddito di cittadinanza indipendente dal lavoro, sviluppando in particolare le proprie riflessioni sulla differenza tra ricchezza e valore.
Negli ultimi anni, le riviste francesi Mouvements, ÉcoRev' e Entropia pubblicano suoi articoli.

### Morte
Pone fine ai suoi giorni all'età di 84 anni, insieme con sua moglie Dorine Keir, afflitta da una grave malattia, il 22 settembre 2007 nella sua casa di Vosnon. A lei aveva dedicato nel 2006 il libro Lettre à D. Histoire d'un amour, un'ode a Dorine.

## Opere

### Saggi
- Le traître (Le Seuil, 1957 e "Folio Essais", 2005, con prefazione originale di Jean-Paul Sartre) [trad. it.: Il traditore, Milano 1966]
- La morale de l'histoire (Seuil, 1959) [trad. it.: La morale della storia, Milano 1960]
- Stratégie ouvrière et néocapitalisme (Seuil, 1964)
- Le socialisme difficile (Seuil, 1967) [trad. it.: Il socialismo difficile, Bari 1968]
- Réforme et révolution (Seuil, 1969)
- Critique du capitalisme quotidien (Galilée, 1973) [trad. it.: Critica al capitalismo di ogni giorno, Milano 1973]
- Critique de la division du travail (Seuil, 1973. Opera collettiva)
- Écologie et politique (Galilée, 1975) [trad. it.: Ecologia e politica, Bologna 1978]
- Écologie et liberté (Galilée, 1977) [trad. it. : Sette tesi per cambiare la vita, Milano 1977; nuova ed.: Ecologia e Libertà, Napoli 2015 (a cura di Emanuele Leonardi)]
- Fondements pour une morale (Galilée, 1977)
- Adieux au prolétariat (Galilée, 1980, e "Point-Seuil" 2ª ed. aumentata [1981]) [trad. it.: Addio al proletariato. Oltre il socialismo, Roma 1982]
- Les chemins du Paradis (Galilée, 1983) [trad. it.: La strada del paradiso. L'agonia del capitale, Roma 1984]
- Métamorphoses du travail, quête du sens (Galilée, 1988 e "Folio Essais", 2004) [trad. it.: Metamorfosi del lavoro. Critica della ragione economica, Torino 1992]
- Capitalisme, socialisme, écologie (Galilée, 1991) [trad. it.: Capitalismo, socialismo, ecologia, Roma 1992]
- Misères du présent, richesse du possible (Galilée, 1997) [trad. it.: Miserie del presente, ricchezza del possibile, Roma 1998]
- L'immatériel (Galilée, 2003) [trad. it.: L'immateriale, Torino 2003]
- Lettre à D. Histoire d'un amour (Galilée, 2006) [trad. it.: Lettera a D. Storia di un amore, Palermo 2008]
- Ecologica (Galilée, 2008) [trad. it.: Ecologica, Milano 2009]
- Le fil rouge de l'écologie. Entretiens inédits en français, Willy Gianinazzi (a cura di) (Ed. de l'EHESS, Parigi 2015) (trad. it. aumentata: Il filo rosso dell'ecologia, Milano, 2017)
- Leur écologie et la nôtre. Anthologie d'écologie politique, Françoise Gollain e Willy Gianinazzi (a cura di) (Ed. du Seuil, Parigi 2020)

#### Opere uscite solo in Italia (raccolte, antologie)
- Il lavoro debole. Oltre la società salariale (Roma, 1994)
- Addio al lavoro (Roma, 2020)

### Audio
- Trasmissione radio in francese: France Culture il 14 ottobre 2005 ha dedicato una trasmissione al filosofo Philosophie en situations : André Gorz, philosophe d'avenir a cura di François Noudelmann (realizzazione: Pierrette Perrono)
- Trasmissione radio: France Culture ha trasmesso un ritratto di Gorz il 20 dicembre 2006, nell'ambito della trasmissione Surpris par la nuit, realizzata da Gaël Gillon e prodotta da Béatrice Leca.